# Valentina Bisi
Valentina Bisi, född 14 januari 2007 i Rimini, är en italiensk konstsimmare.

## Karriär
Vid EM 2024 i Belgrad var Bisi en del av Italiens lag som tog silver i det fria lagprogrammet samt brons i det tekniska och akrobatiska lagprogrammet. Vid junior-EM 2024 i Cottonera var hon en del av Italiens lag som tog guld i det akrobatiska lagprogrammet. Vid konstsim-EM 2025 i Funchal var Bisi en del av Italiens lag som tog silver i det fria lagprogrammet.